# Buslijn 5 (Groningen-Annen)
De Groningse buslijn 5 is een buslijn van Qbuzz in de concessie Groningen-Drenthe. De bus rijdt volgens de formule van Q-link, een netwerk van zeven HOV-lijnen die de binnenstad van Groningen verbinden met de omliggende dorpen. Lijn 5 heeft hierbij de route van Annen naar Scharmer of naar Meerstad. Tussen het Hoofdstation en P+R Haren/A28 is de lijn gebundeld met lijn 6 Haren-Delfzijl.
De huidige lijn doet op de route (Harkstede, Engelbert, Middelbert), Driebond, IKEA, het UMCG, de Binnenstad, het Hoofdstation, P+R Haren/A28, Westlaren, Zuidlaren, Schuilingsoord en Annen aan. De lijn wordt gereden met gelede bussen, de Heuliez GX 437 en daarvoor de Mercedes-Benz Citaro G.

## Geschiedenis
De huidige lijn 5 is ontstaan in 2014 door het combineren van Citybus lijn 22 en Qliners 308 en 318 naar het nieuwe Q-link concept. De lijn ontstond tegelijkertijd met Q-link lijnen 3, 4 en 15. De keerlus Annen Zuid ligt op ca.700 meter van het overstappunt P&R Annen. Vooral de ritten tussen het UMCG en P+R Haren waren in de spitsuren overbelast, als gevolg van de medewerkers van dit ziekenhuis. Om dit op te lossen gingen er 3 bussen per uur extra rijden tussen deze twee bestemmingen.
Tot september 2017 zijn er weinig wijzigingen gedaan aan deze lijn. Enkel de halte Zwetdijk in Schuilingsoord is vervallen. Ter vervanging van deze halte is er tijdelijk gestopt op de Emmalaan in Zuidlaren, maar ook deze is uiteindelijk vervallen.
De extra spitsritten tussen UMCG en P+R Haren zijn per 11 september 2016 vervallen. Deze ritten worden voortaan opgevangen door de nieuwe Q-link lijn 6, de voormalige lijn 140 naar Appingedam/Delfzijl. Zo komen er uiteindelijk 12 bussen per uur tussen UMCG en P+R Haren. De vakantie dienstregeling is ook gewijzigd tussen Haren en Annen. Deze rijdt voortaan 2x/uur in plaats van 3x/uur. Wel rijdt de bus 2x/uur in plaats van 1x/uur in de late avond naar Haren.
De grootste wijzigingen vonden plaats in september 2017 toen de route tussen Sontplein en Groningen Europapark kwam te vervallen. In plaats daarvan veranderde de route richting P+R Meerstad via de Sontweg. De route tussen het Sontplein en Station Europapark werd overgenomen door lijn 2.
Op 10 december 2017 werd de lijn alternerend verlengd richting Meerstad Tersluis en Scharmer via Middelbert, Engelbert en Harkstede, waar deze streeklijn 78 verving. Aan de Goldbergweg ten zuiden van Scharmer kwam in het weiland een keerlus. 

## Huidige situatie
- Van maandag t/m vrijdag in de spitsuren wordt 4x per uur van Annen naar P+R Meerstad gereden en vervolgens 2x per uur naar Tersluis en 2x per uur naar Scharmer.
- Van maandag t/m vrijdag in de daluren wordt 2x per uur van Annen naar Groningen Tersluis gereden en 2x per uur van P+R Haren naar Scharmer, zodat 4x per uur op het gezamenlijk traject wordt gereden.
- Op zaterdag wordt 2x/uur van Annen naar Groningen Tersluis gereden en wordt 2x/uur van P+R Haren naar Scharmer gereden. Tussen P+R Meerstad en P+R Haren wordt zo een kwartierdienst gereden.
- Doordeweeks wordt tot 22:30 uur en op zaterdag na 18:00 2x/uur gereden over het gehele traject (1x per uur naar beide oostelijke eindpunten), daarna wordt de frequentie tussen Haren en Annen verlaagd naar 1x/uur.
- Zondagochtend en zondagavond wordt 1x/uur van Annen naar Groningen Tersluis gereden en 1x/uur van P+R Haren naar Scharmer. In de middag wordt de frequentie tussen P+R Meerstad en P+R Haren verhoogd naar 4x/uur.
- Op zondagmiddag wordt 2x/uur van/naar Annen gereden.